# Hernani Club de Rugby Elkartea
El Hernani Club Rugby Elkartea es un club de rugby de la ciudad de Hernani (Guipúzcoa) España. Juega en la División de Honor B, que es la segunda categoría del rugby español.
El campo donde juega como local sus partidos es el Landare-Toki y sus colores son el blanco, el verde y el rojo.

## Palmarés
- 4 Subcampeonatos de División de Honor: 1978-79, 1979-80, 1980-81 y 1981-82.
- 1 Subcampeonato de la Copa FER: 1978.